# 上大人牌
上大人牌，又稱楚牌，是流傳於中國湖北的傳統牌具，印有過去兒童習字帖《上大人》。

## 歷史
上大人牌自清末就已流傳於湖北地區，牌上各寫有《上大人》二十四個字，並依文章順序每三個字為一句，打牌時視為順子，也有地區將少數字改變。各地玩法略有不同，通常是三到四人遊戲，行牌類似麻將，同有吃、碰、槓，但沒有補槓。吃牌需同一句的牌才能吃牌。有些牌會有特別圖案，稱為帶花；有些會標記，稱為精、或經，可得特定的胡數。
上大人牌在枝江很盛行，几乎所有大小商店都有花牌出售，所有餐馆及娱乐场所都备有花牌，所有家庭至少有一副花牌。在枝江人眼里，没有花牌就不是一户人家。家里有来客，主人不安排牌局是不理事，对客人是大不敬。1988年，枝江市仙女镇老周场小学的董传喜教師，對学龄前儿童成长环境作调查，发现儿童百分百认识“上、大、人、可、知、礼、孔、乙、己、化、千”等字，其中“知、礼、孔”居然寫成上大人牌的印刷體成了別字。
土家族也流傳此戲，在百福司镇的土家族會以玉米粒當為換錢的籌碼，把玩此遊戲稱為「打包谷油茶」。

## 牌具
各地牌具在牌種、牌數、字體都略有差異，依牌種可再細分以下三類。有些字與《上大人》不同，如孔字寫成邱、匆；士寫成土、仕、賢；爾寫成孙；仁寫成美。有些還會添加代替任何牌的白板、或百搭牌；或代替同一句的賴子牌；或作用是替代将牌的混江牌。

### 上大人
又稱「九十六」，最標準的上大人牌，字同《上大人》的二十四個字，每種四張，主要共九十六張。有全部黑字，第一句、最末句畫有紅花，可玩摳經；有每句第一字為紅字，可玩恩施绍胡。孝感稱為「扯和」，每種五張，可玩八圆、白钻、八蹦、头打赖、骚赖（尾赖）。天門的上大人花牌，同樣二十四字，每種七張，每種各三張有花紋，再加同樣一張混江、與部分有花紋的七張百搭，共一百七十六張。
|  |
|  |
|  |
|  |

### 福祿壽
《上大人》的「可知禮」改成「福祿壽」，每種四張，主要共九十六張。字體有紅黑雙色、或紅綠黑三色。有第一句、最末句為紅字，可玩摳經；有每句第一字為紅字；有每句第一字為紅字、第二字為綠色，可玩福祿壽牌。
|  |
|  |
|  |
|  |
|  |

### 三五七
又稱「十七个」、「花牌」，荊州的三五七的字體更加藝術化，當地稱為「柳氏花牌」。這種類型少《上大人》的「爾小生」、「佳作仁」此兩句，增加「二、四、五、六」這四字，並將乙字可當成一，所以具有一到十的序數牌。每種五張，主要共一百一十張。其中「上、大、人、可、知、禮、三、五、七」為紅字。以及「乙、三、五、七、九」這五種牌各兩張會添加圖案，稱為帶花，可玩三精花牌、五精花牌、杆花牌、通城個子牌、枝江花牌等牌戲。
|  |
|  |
|  |